# Joaquim Ruyra i Oms

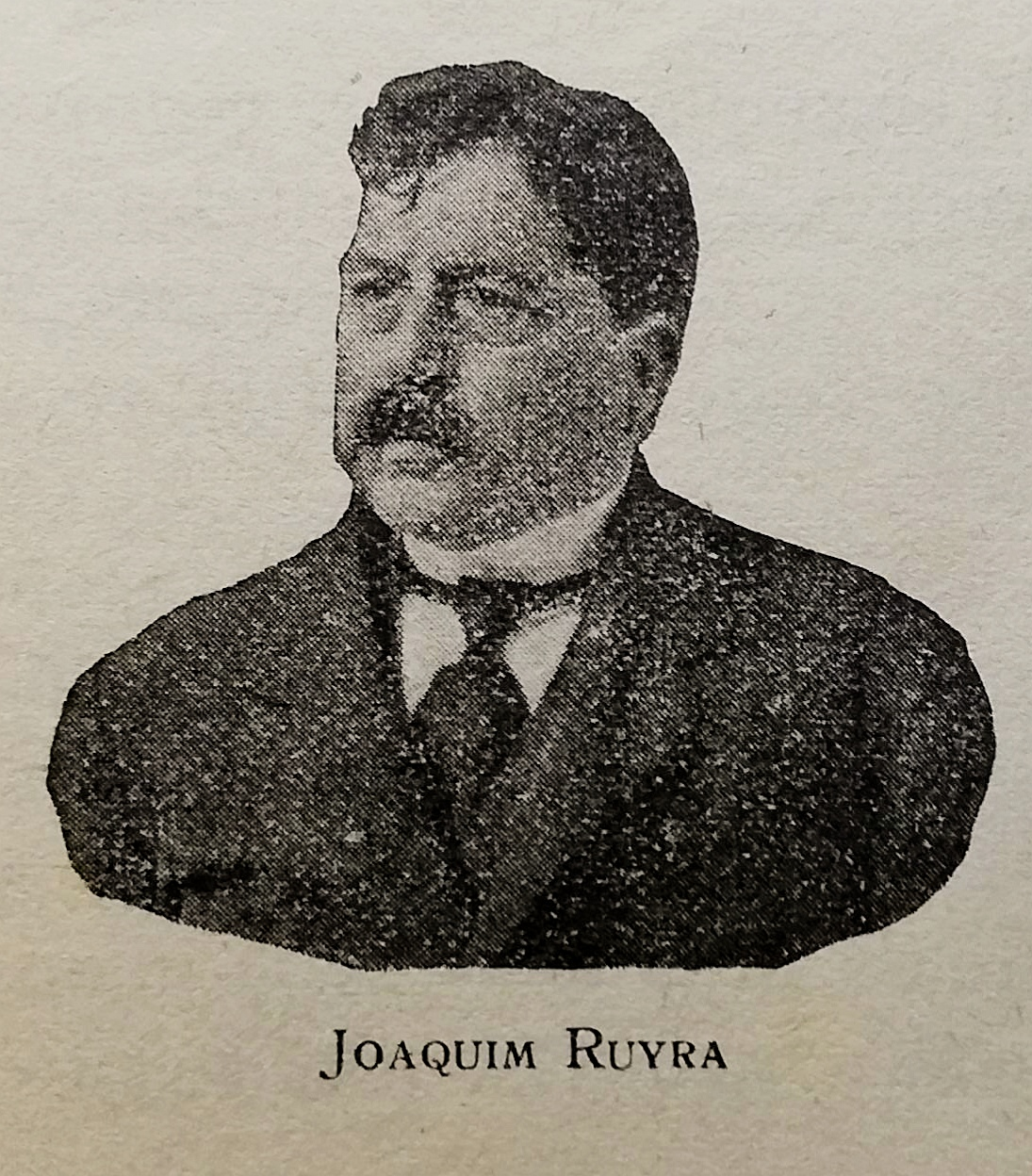
Retrat de Joaquim Ruyra

Joaquim Ruyra i Oms (Girona, 27 de setembre del 1858- Barcelona, 15 de maig del 1939) fou un escriptor, poeta i traductor català, considerat una figura clau de la literatura catalana moderna i un dels grans narradors del segle xx.
A l'institut de Girona va conèixer Ramon Turró, amb qui va traçar una gran amistat i va compartir una joventut bohèmia entre els anys que va estudiar dret a Barcelona, del 1875 al 1881, uns estudis que va abandonar per dedicar-se a la literatura. Va començar escrivint en castellà però aviat passà a fer-ho en català per la influència de Jacint Verdaguer. Va participar en la vida literària de Blanes, on va anar a viure després de casar-se amb Teresa de Llinàs.
Va començar a ser conegut als jocs florals de Girona i Olot, i va guanyar el premi dels jocs florals de Barcelona del 1886. Després va publicar relats, narracions i poemes simbolistes. L'edició de Marines i boscatges del 1903 el va consagrar com a prosista i narrador. Com a lingüista va participar amb Joan Maragall al I Congrés Internacional de la Llengua Catalana i el 1918 va passar a formar part de l'Institut d'Estudis Catalans, on col·laborà amb Pompeu Fabra i altres en la creació d'un sistema lingüístic català.

## Biografia

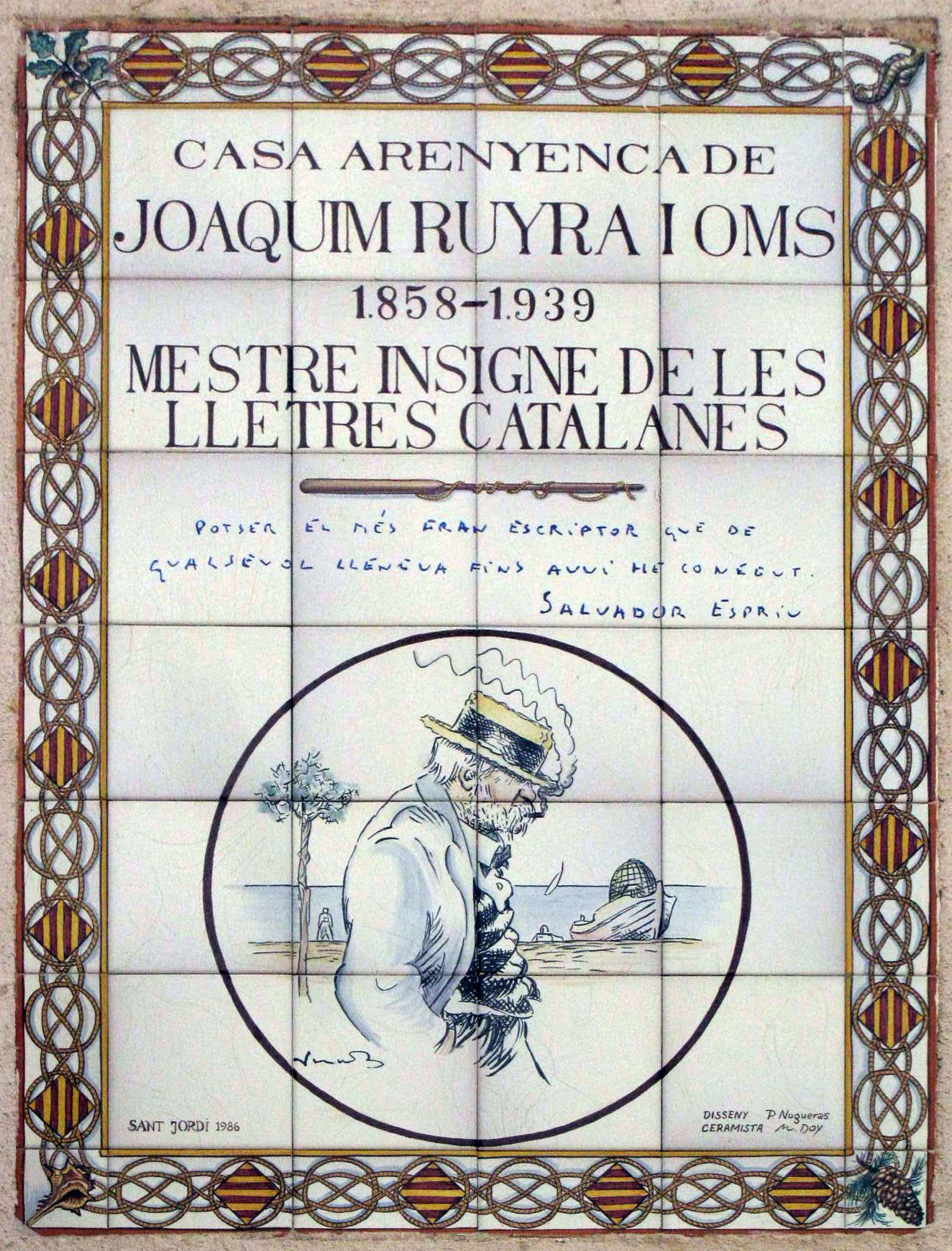
Mosaic a la casa d'Arenys de Mar on va viure Joaquim Ruyra

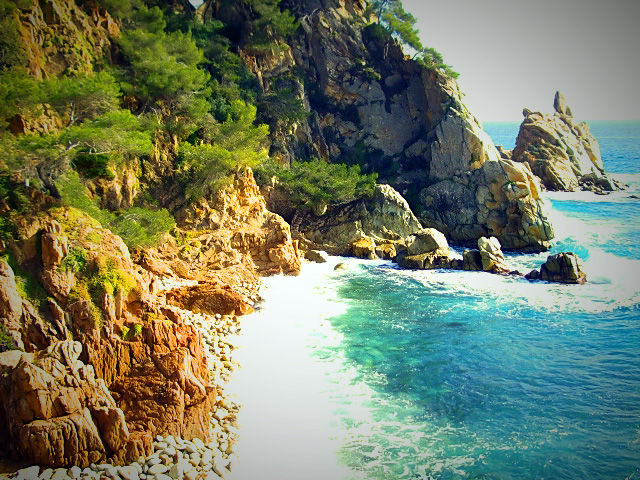
Cala i Punta de S'Agulla (Blanes). El paisatge de la Costa Brava inspirà Joaquim Ruyra en la seva creació literària ("Pinya de Rosa", "Marines i boscatges", etc.).

### Infantesa
Va ser fill de Francesc Ruyra i Alsina i de Maria Oms O'Doyle. Els seus avantpassats familiars formaven part de la petita noblesa catalana. Procedents del Rosselló, alimentant el patrimoni amb casaments endogàmics entre les famílies Ruyra, Miralbell, Lacreu, Alsina i Oms des del segle xviii fins al XIX, tenien diverses propietats a Hostalric i Blanes.
Nasqué a la Casa Ruyra de Girona, on el seu pare va obrir un bufet d'advocat i quan ell tenia set anys hi va néixer la seva única germana, Pilar. El 1868 es van traslladar al primer pis de la casa Cors, més senyorial, al número 20 del carrer Nou del Teatre. El 1870 va començar a estudiar a l'escola del seminari de Girona, on va ser bon alumne, i el 1873 i el 1874 es va matricular a l'Institut de segona ensenyança, a tocar de la Catedral. Durant aquesta època va llegir El Quixot una desena de vegades i va assistir a tertúlies literàries amb el seu pare, que escrivia poesia, on va conèixer Anicet de Pagès, que li feu despertar la sensibilitat pel català. A l'institut va conèixer a Ramon Torró, amb qui establiria una sòlida amistat.
La família va romandre a Girona fins a la primavera o la tardor del 1873, quan la situació política va fer perillar la integritat física del seu pare, diputat provincial de la monarquia destronada d'Isabel II i acusat de carlista. Va viure el Sexenni revolucionari, la visita a Girona d'Amadeu de Saboia del 1871 i la sensació d'alegria i llibertat de la proclamació de la República el febrer de 1873. Els pares i els dos germans van abandonar la ciutat amagats en un carro per anar buscar a Fornells el tren per anar a Malgrat de Mar, a casa de l'amic de la mare Benet Turró, que administrava el patrimoni de casa seva. Tanmateix, a prop de Quart un grup de voluntaris liberals els interceptaren i el pagès els va salvar, però el terror durant l'interrogatori va marcar l'escriptor.
Probablement va acompanyar el seu pare a Hostalric en la seva infantesa, on van tenir propietats fins que el 1884 el seu pare decideix vendre el que quedava de l'antic mas Rovira. D'Hostalric sempre mantindrà una relació d'amistat amb el descendent dels administradors de la família, Joan Serras Montplet, de qui el 1934 assistiria al casament.

### Vida bohèmia

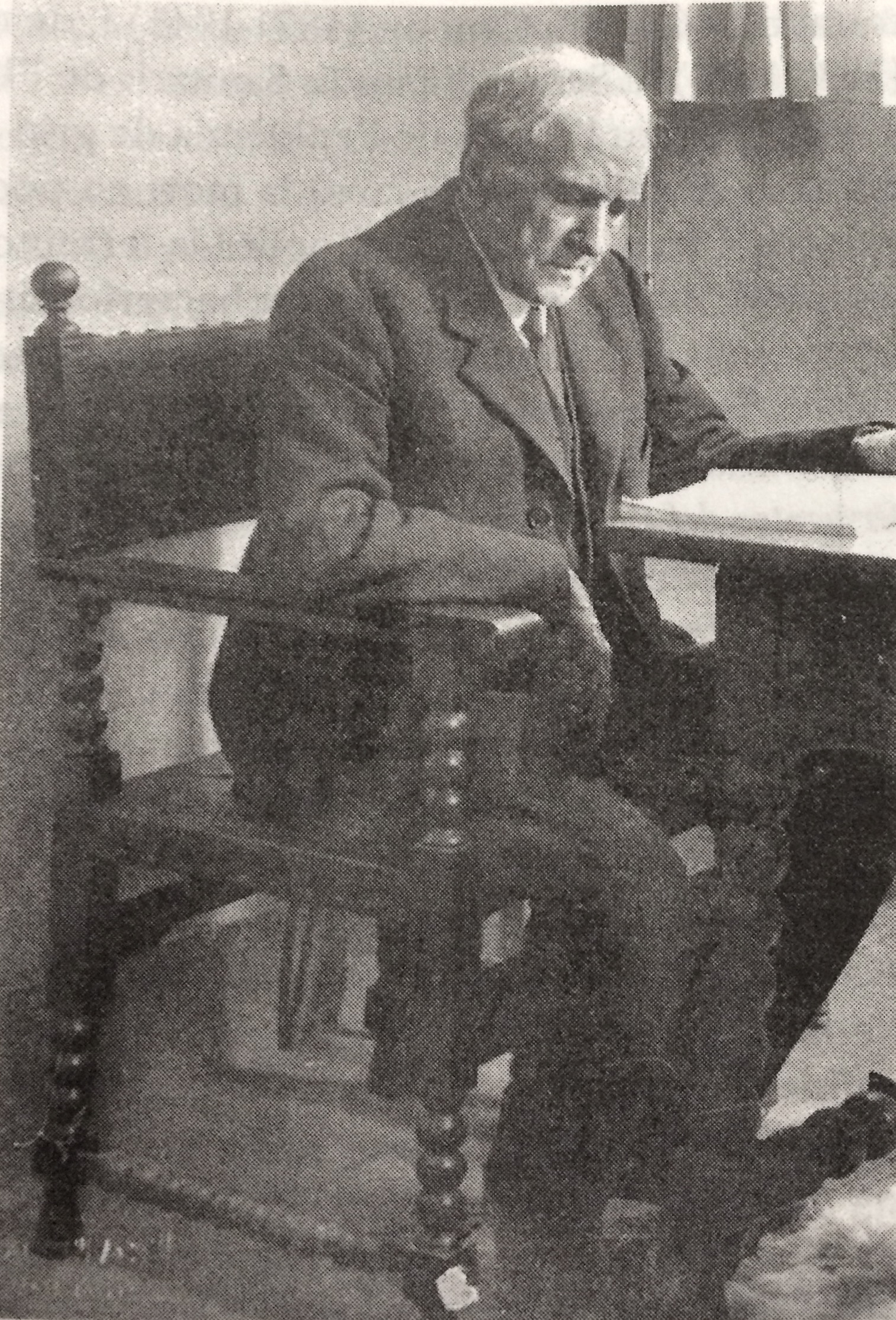
El biòleg i filòsof Ramon Turró va ser un gran amic de Ruyra.

La família Ruyra, després de vuit mesos a Malgrat finalment s'instal·là a Can Creus de Blanes, on periòdicament s'havien desplaçat els anys anteriors amb diligència o cotxe de cavalls. L'escriptor va viure la infantesa i joventut amb la companyia inseparable del seu oncle, Ramon Ruyra Alsina, així com del seu cosí Trinitat Oms i Ruyra, que van néixer el mateix any que l'escriptor. Però la relació més estreta va ser, des que es van conèixer el 1873 a Malgrat, i després a Blanes i Barcelona, amb Ramon Turró.
En acabar el batxillerat a Girona el 1875 els amics Ruyra i Turró es van matricular a Barcelona, per estudiar Dret i Medicina, respectivament. Malgrat les seves profundes diferències, alimentaven en contínua conversa i tensa discussió actituds de rebuig de l'ordre social establert, discutien sobre els drames romàntics que escrivien i vivien una vida bohèmia d'estudiant a Barcelona mentre fumaven caliquenyos. Turró, animat per Jacint Verdaguer, inicia la seva carrera literària el 1878 amb uns escrits a La Renaixença, i Ruyra fa el mateix, però decideix publicar anònimament.
El camí dels joves pren camins diferents després d'un viatge de Ruyra a Madrid, on uns anys abans s'havia establert Turró. Ruyra marxa prescindint de l'examen de llicenciatura, segons alguns biògrafs probablement per una enfrontament amb el pare, una història amorosa o una «fugida romàntica per aconseguir la glòria literària a Madrid». En qualsevol cas, Ruyra mai parlarà obertament d'aquest viatge, com tampoc dels seus sentiments, malgrat la importància que va tenir en la seva vida.
A la tornada, aprovades les darreres matèries però sense fer l'examen d'Estat per exercir la professió, s'establí a Blanes on es dedicà a escriure les dècades del 1880 i 1890. No fou, però un trencament total amb la vida anterior. Ruyra seguí visitant els teatres de Barcelona i veient-se amb Turró, que havia tornat de Madrid a causa de Jaume Pi i Sunyer, però que vivia sense diners, en pensions rònegues. Malgrat veure's menys, les dues vides en paral·lel seguiran influint-se fins al final. Ruyra no deixaria mai de resoldre operacions d'àlgebra i de perseguir l'originalitat, mentre que Turró no deixà mai de ser escriptor, i alimentar una profunda relació amb Jacint Verdaguer i Joan Maragall.

### Escriptor incipient
Des dels 20 anys fins a la Guerra Civil Espanyola, acostumava a passar la primavera i la tardor a Arenys de Mar. A l'hivern s'estava a Barcelona i a l'estiu a Blanes, on trobava la inspiració, a la casa pairal on la família s'havia traslladat el 1873 per motius polítics.
La mort de la seva mare el 1886, una persona profundament religiosa i de caràcter insegur, el colpí deixant-lo amb un sentiment de soledat i orfenesa. El 1888 compleix 30 anys amb un repte doble, assumir les responsabilitats familiars casant-se i mantenir la independència interior per triomfar com escriptor. De la mà del canonge i familiar Ramon M. Oms, després de veure'n el seu retrat s'avingué a conèixer Teresa de Llinàs, set anys més jove que ell. Assistí a algunes festes a casa seva i malgrat un cert desinterès i passivitat, festejaren i es casaren. Les cartes que ell va enviar, amb un alt grau sentimental, s'han extraviat. L'escriptor vol desfer la relació, però finalment tira endavant. Ruyra, un jove romàntic i bohemi, ple d'idealisme i ambició, es casà amb Teresa de Llinàs d'Arnan, germana de Rafael de Llinàs i d'Arnau, baró de Llinàs i pertanyent a la petita noblesa catalana el 15 d'octubre d'1889 a Montserrat pel canonge Oms. Després van fer un viatge per Itàlia.
Teresa de Llinàs tenia un caràcter difícil i conflictiu, entre el fetitxisme i la beateria. Va veure frustrada la maternitat, motiu pel qual van adoptar una filla, i es dedicà a ajudar el seu marit a ser un bon escriptor. El 1926 Josep Pla dedicaria un dels homenots a Ruyra, sense conèixer-lo, construint un personatge inventat aplicant-hi la fesomia d'algú conegut en una mena d'experiment literari. Pla furga en la seva vida matrimonial i sosté que tenien una relació grotesca i punyent. Escriptors que els conegueren van rebatre l'escrit. Josep Maria Pons Guri va defensar el «tracte delicat dels esposos», i Teresa Pàmies es va distanciar de les paraules de Pla sobre l'esposa de Ruyra només explicable per la «incapacitat» de Pla per a entendre les dones.
La dècada del 1890 Ruyra, animat per Teresa, es va dedicar principalment a elaborar abnegadament a Blanes el material inicial de l'obra coneguda, punt de partida de tota la seva obra posterior. D'alguna manera Ruyra torna a casa acceptant el paper d'hereu, d'home de la família responsable d'una família extensa, de manera contrària al que fa Turró. I dels passejos, les excursions i les converses amb mariners, pagesos i bosquerols treu material per a seva escriptura i busca el seu camí lluny del convencionalisme classicista i el sentimentalisme romàntic. També s'aficionà a la pintura, sobretot va fer aquarel·les de petit format. A L'envejós. Estudi psicològic, del 1888, Ruyra hi mostra la necessitat i l'ambició per sortir a la llum, donar-se a conèixer. El 1890 escriurà el seu darrer text en castellà, El banquete y la tertulia. La seva carrera fulgurant va començar la tardor del 1891, quan va guanyar el primer premi del certamen de Girona i va entrar en el naixent catalanisme cultural.
És l'època d'èxit, Ruyra apareix content a les fotos, es veu creatiu i capaç de grans obres, és un període de prosperitat econòmica, literària, artística i científica a Blanes, Barcelona i Europa. Des de Blanes, amb l'emprenedor Josep Cortils i Vieta i l'escriptor Josep Alemany Borràs formen un nucli cultural actiu vinculat amb Unió Catalanista. Convoquen uns jocs florals el 1895 a l'Ateneo Blandense on es presenten 160 composicions i on coneix Marià Vayreda. El 1897 s'entusiasma amb els joves que titlla d'«il·lusos» Enric Prat de la Riba, Francesc Cambó i Lluís Duran i Ventosa. Blanes creix i atrau artistes com Joan Maragall o Santiago Rusiñol.

### Escriptor d'èxit

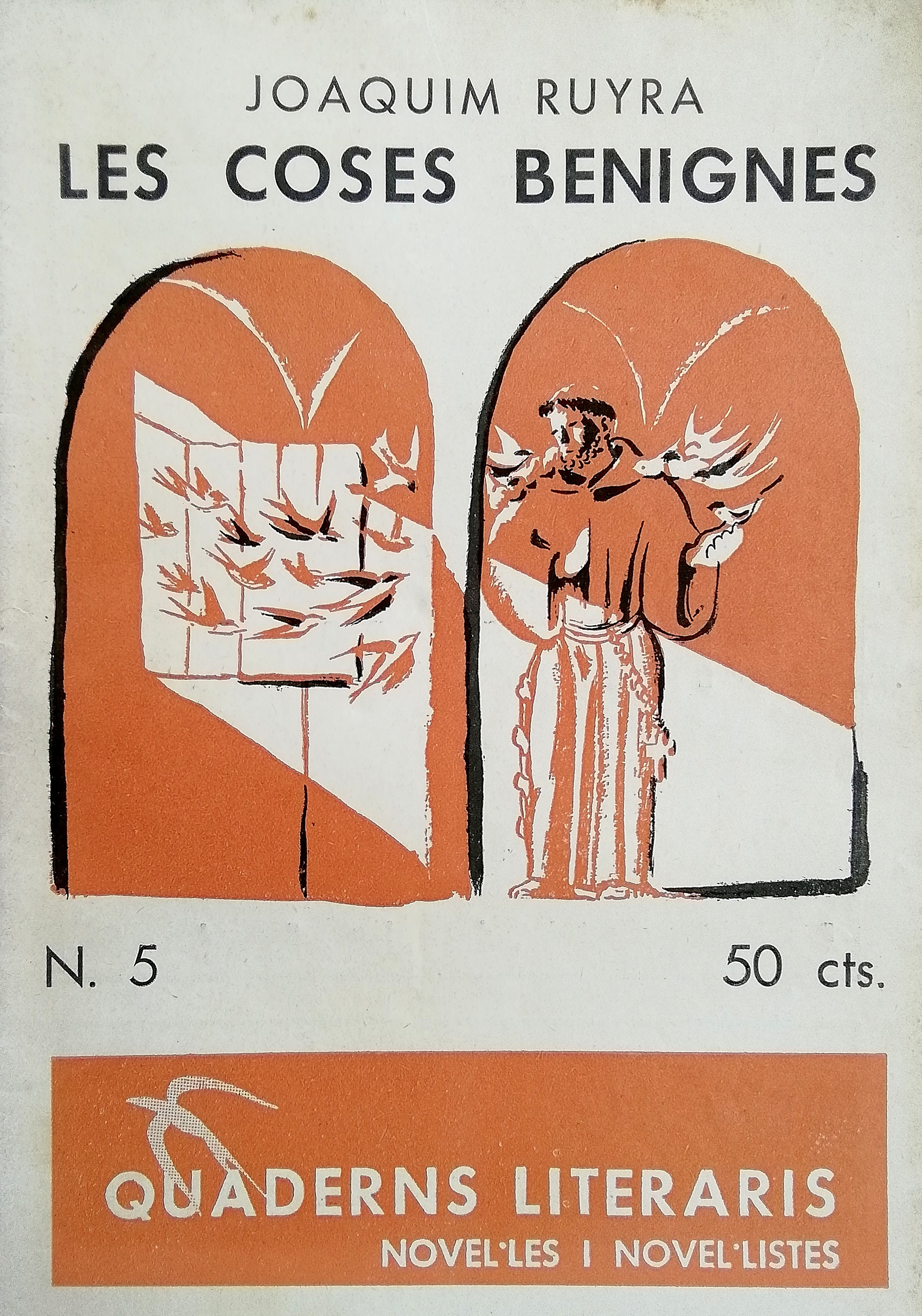
Les Coses Benignes, juntament amb els contes: La tragicomèdia de la Miquela - Els vint corders de Blanes - El frare escalfallits, de Joaquim Ruyra en una edició publicada a Barcelona l'any 1934 dins la col·lecció Quaderns Literaris

El 1896 esdevé un autor d'èxit amb les obres premiades als Jocs Florals de Barcelona Mar de llamp, La mirada del pobret i Les senyoretes del mar. L'any següent s'enfada en no ser premiat i decideix abandonar el certamen provisionalment. Publica els relats a La Renaixença, poemes simbolistes a La Veu de Catalunya o altres escrits a Lo Gironès. Des del 1900 obre pis al barri de Gràcia de Barcelona, on viu amb la seva muller al principal del número 19 del carrer de Riego, on ja viurà tota la vida. Ruyra deixà una ciutat i a la tornada en trobà una altra d'activa, emprenedora, cosmopolita i comvulsa i ho mostra en diversos articles.
El 1901 publica poemes a la revista Joventut. El 1902 els elogis de Joan Maragall al seu Jacobé que presenta als Jocs Florals el coronen. El 1903 la revista Joventut li publica tots els seus treballs del gener al desembre. Escriu El rem de trenta-quatre, que va publicant mentre Caterina Albert fa el mateix amb Drames rurals, dos narradors que floreixen en el mateix moment i que s'aprecien mútuament. Rebrà elogis de Narcís Oller, Jaume Collell o Josep Pla. Ple de projectes, manté el contacte amb els escriptors del moment. El veieren a Blanes Apel·les Mestres o Eugeni d'Ors. Accepta presidir els Jocs Florals de Moià i Girona. El 1906 confessa a Joan Maragall que està content del seu moment creatiu. El 1907 apareixeria la segona edició de Marines i Boscatges que Josep Carner tradueix al castellà i Raymond de Lacvivier en francès el 1909. Durant els seus viatges hivernals a les Canàries per prescripció mèdica a causa de les crisis cardíaques es relaxa i acumula el que seria la llavor de la seva primera novel·la, La Parada.
Va tenir una participació destacada al I Congrés Internacional de la Llengua Catalana del 1906, on va fer una de les primeres teoritzacions sobre les diferències entre el llenguatge literari i la llengua espontània del parlar del carrer, esmentant el signe verbal en referència al signe lingüístic que esbossaria aquest mateix any Ferdinand de Saussure. Va establir el coneixement de la fonètica i la sintaxi per fer fort el català i evitar "la castellanització i mort de la nostra llengua". Sobre aquesta qüestió va mantenir correspondència amb Antoni Maria Alcover, que defensava tornar a la «llengua pura» i Ruyra li deia que la llengua havia d'adaptar la influència modificant d'altres llengües. En aquest sentit defensava la reforma i normativització del català en la mateixa línia que Pompeu Fabra, Masó i Casas-Carbó. Per això renuncià a formar part de l'Acadèmia de la Llengua Catalana el 1915 i pel mateix motiu acceptà l'ingrés a l'Institut d'Estudis Catalans el 1918 on treballà per aconseguir «una llengua forta».
A la gran casa familiar la soledat es feia feixuga els primers anys del matrimoni perquè no podien tenir fills. Amb la maternitat insatisfeta de Teresa, van adoptar el 1905 a la Casa de Maternitat de Barcelona una nena de vint mesos, Maria Lluïsa. En l'adopció hi intervingué el mateix canonge Oms que els havia casat. Maria Lluïsa estudià a Lestonnac del carrer Aragó i tocava el piano, com era propi de les noies de la burgesia. Quan va créixer la nena la bellesa de l'afillada engelosí Teresa i provocà més problemes a la parella. L'agreujament de la malaltia cardíaca, les ocupacions vers la filla i els problemes amb la dona van frenar la producció literària de Ruyra. Tot s'ajunta i el 1908 apunta en una carta que se sent fracassat i enfonsat perquè considera que no està a l'altura d'on va estar. El cas és que de l'època d'èxit passarà a una etapa d'ascetisme.
L'any 1908 és Ruyra col·lapsa i interpreta el seu estat depressiu com la crida definitiva de Déu per aprofundir en la fe cristiana. L'etapa s'allargarà. Quan el 1919 publica els set relats de La parada Ruyra renega de la seva etapa bohèmia i vanidosa, i es defineix com un penitent que es confessa. Reconeix que mai tornarà a estar a l'altura de Marines i boscatges i descriu el procés en què va caure pels elogis que el van entrebancar a les alabances que el van paralitzar. Lamenta haver tingut una vida ociosa, l'epicureisme de L'envejós o l'agnosticisme de Spencer. Ruyra no necessita abandonar les posicions nacionalistes o racionals per transitar del nacionalisme de Prat de la Riba compromès políticament a un catolicisme d'avançada obert a nous horitzons, en el sentit que defensava a l'època el pensador Ignasi Casanovas.

### Darrers anys

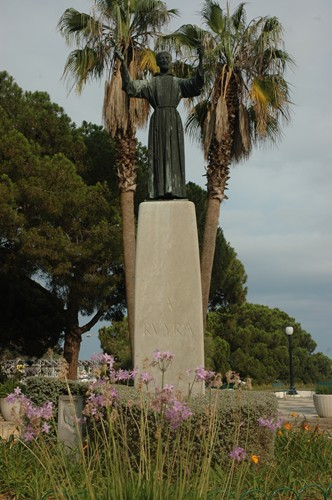
Monument a Joaquim Ruyra a Blanes per commemorar el centenari del naixement de l'escriptor. Representa fra Sadurní dels Ocells, personatge de l'obra "Les coses benignes".

La publicació de La parada obrí una dècada d'exploració interior. Col·labora amb músics a proposta de Josep Cumellas i Ribó per traduir peces de Bach, el cicle eucarístic de Josep Civil i Castellví, així com César Franck o Venturi. També adapta cançons populars amb Nicolau de Tolosa. L'escriptor fa públic el seu pensament cristià en diferents textos fins que publica Les coses benignes el 1925, el seu darrer relat important, sobre l'ascetisme amb lligams al franciscanisme com a sortida al sentit de l'existència. Testimonis de l'època assenyalen que les dècades del 1920 i el 1930 va viure amb un caràcter d'inhibició davant la vida quotidiana, amb deixadesa davant les acusacions injustes o les injustícies econòmiques patides.
L'estiu del 1928 es cremaren extensos boscos d'alzines sureres propietat de la seva família del massís de les Gavarres, que havien inspirat Marines i boscatges i La parada. Aquest fet marcà el final del Ruyra escriptor. Després només va publicar, l'any següent, Sociòlegs d'ultratomba, on refà apunts dels inicis de la seva carrera literària. Aquesta obra clou el cicle literari baixant amb Dante als inferns i posant en boca de Sòcrates una valoració ponderada de la seva pròpia obra.
Tot i no veure'l bé, no s'oposà al matrimoni de Maria Lluïsa amb Pere Francesc Salvà i Salvà, propiciat per Teresa i celebrat el 1920. Amb 20 anys, dos fills i la pressió insuportable de Teresa, Maria Lluïsa es planta i se'n va a Sud-amèrica abandonant el marit i els fills. El 1928 Maria Lluïsa torna abans de marxar de nou a Uruguai, on el 1933 té una filla. S'intercanvia cartes amb Ruyra que no s'han conservat, tot i que l'escriptor té un sentiment de culpabilitat. La guerra impossibilita que Maria Lluïsa vegi al seu padrastre per última vegada.
Més preocupat per preservar la seva obra que no pas pel que es deia d'ell, l'intent de Xavier Benguerel d'escriure una biografia sobre l'escriptor no prosperà. Després hi hagué el relat de Pla que desvirtuava l'escriptor. Per això finalment decidí fer la biografia del seu amic Ramon Turró, amb el títol Els temps difícils de Ramon Turró, on explicà coses de la seva vida. Més tard Vicenç Coma Soley, Josep Roig i Raventós, Leandre Cervea o Josep Maria Capdevila el converteixen en un escriptor pla, senes biografia ni emocions. Manuel de Montoliu, a les Obres completes de Joaquim Ruyra, escriurà que "la seva vida fou d'una santedat perfecta i que no tingué ni aventures ni relacions amoroses, fora de les que precediren el seu matrimoni i que els relats ruyrians parteixen de la seva experiència vital, "són el resultat d'una estilització dels seus records d'infantesa i jovenesa".
No deixa mai d'escriure. A la dècada del 1930 ho fa en diverses publicacions i també tradueix textos literaris per exemple de l'òrbita del teatre burlesc de Molière com L'escola dels marits, on utilitza el pròleg per reflexionar sobre el "conflicte" de la vida matrimonial. També mantenia la seva trajectòria pública, on esdevingué un referent en les activitats literàries de signe catòlic, relacionades en aquesta època amb Dickens o Chesterton, que organitzaven entitats com la Federació de Joves Cristians de Catalunya. En aquesta línia va fer articles i conferències i va mantenir un tracte amable amb els joves que el volien conèixer o li demanaven opinió o consell sobre els seus escrits. Al jurat del Premi Creixells de novel·la del 1937 va defensar La peixera d'Anna Murià, que va considerar "una de les millors obres escrites en català" per davant d'Aloma de Mercè Rodoreda que es va endur el guardó.
El 1934 Pere Borràs Estruch enregistrà una pel·lícula de cinc minuts on es veu un Ruyra alegre, bromista, murri i despreocupat a Blanes durant un homenatge que li ha organitzat la revista Recull i altres cercles d'amistat i que deixa un rem de 34 pams, en al·lusió a la seva obra, a l'ermita del Vilar.
Els fets d'octubre del 1936 van canviar el panorama. Durant la guerra, primer fou desposseït del seu patrimoni per la CNT, amb registres i pressions. L'amistat amb el conseller Ventura Gassol i el tracta de l'amic Joan Serras l'asserenen. Però el 4 de novembre del 1936 quatre desconeguts el registren i s'enduen polisses d'assegurances, llibretes d'estalvi, joies, plata i diners. Ho denuncia i un any després li donen la raó i dicten la restitució de la possessió. A la resolució la Generalitat declara Ruyra "d'una ideologia incompatible amb els règims de tipus feixista". Després la Generalitat li encarrega la biografia de Ramon Turró. Pel seu 81è aniversari la Institució de les Lletres Catalanes li fa un homenatge presidit per Lluís Companys. Afirmà que el seu ideari era "antifeixista, catalanista i catòlic". Morí d'un atac de cor el mes de maig del 1939 i fou enterrat a Blanes, en un moment complicat que silencià la seva pèrdua.

## Obra literària

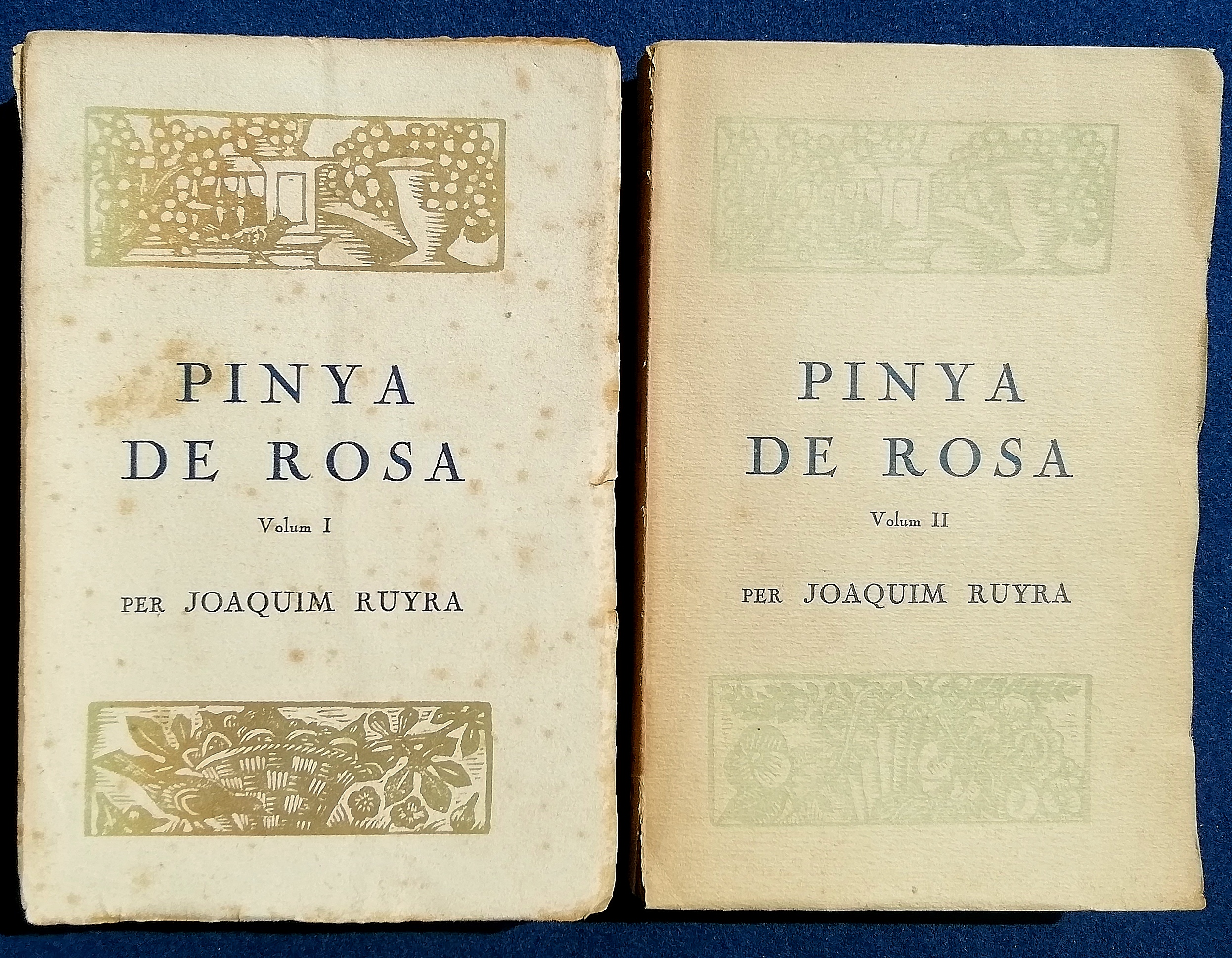
Pinya de Rosa de Joaquim Ruyra, primera edició de l'any 1920, publicada a Barcelona dins la col·lecció Biblioteca Catalana

Tot i que en la seva joventut va començar a escriure en castellà, considerat en aquella època com la llengua amb finalitats culturals, aviat va passar a la seva llengua materna influït pel gran poeta Jacint Verdaguer, a qui va conèixer personalment, i va participar en la vida literària de Barcelona, Blanes, Girona i Olot, convertint-se en guanyador de molts concursos de Jocs Florals en els anys 1890 i 1900 i col·laborant en diverses revistes i diaris catalanistes com la Renaixença, la Veu de Catalunya, Joventut i altres.
Ruyra va conrear molts gèneres diferents, com ara la narrativa, la poesia, el drama, l'assaig i la crítica literària, però és més conegut pels contes inclosos als volums Marines i boscatges (1903), que alguns anys després es van ampliar i reeditat amb el nom de Pinya de rosa (1920), i La parada (1919). El tercer volum va ser Entre flames (1928), dedicat als afectats pels incendis forestals de les Gavarres, i l'any següent va aparèixer a la premsa la narració filosòfica Sociòlegs d'ultratomba (1929). Algunes d'aquestes històries han estat traduïdes al castellà, anglès, francès, alemany i italià i han estat comparades amb escrits de Herman Melville, Joseph Conrad, Edgar Allan Poe, Robert Louis Stevenson i Ernest Hemingway.
Ruyra va escriure tres capítols d'una novel·la inacabada (La gent del mas Aulet, 1904), una novel·la curta (Les coses benignes, 1925) i dues antologies de poesia, Fulles ventisses (1919) i La cobla (1931). A més, també va traduir al català escriptors francesos com Erckmann-Chatrian, Jean Racine, Molière i Eugène Scribe.

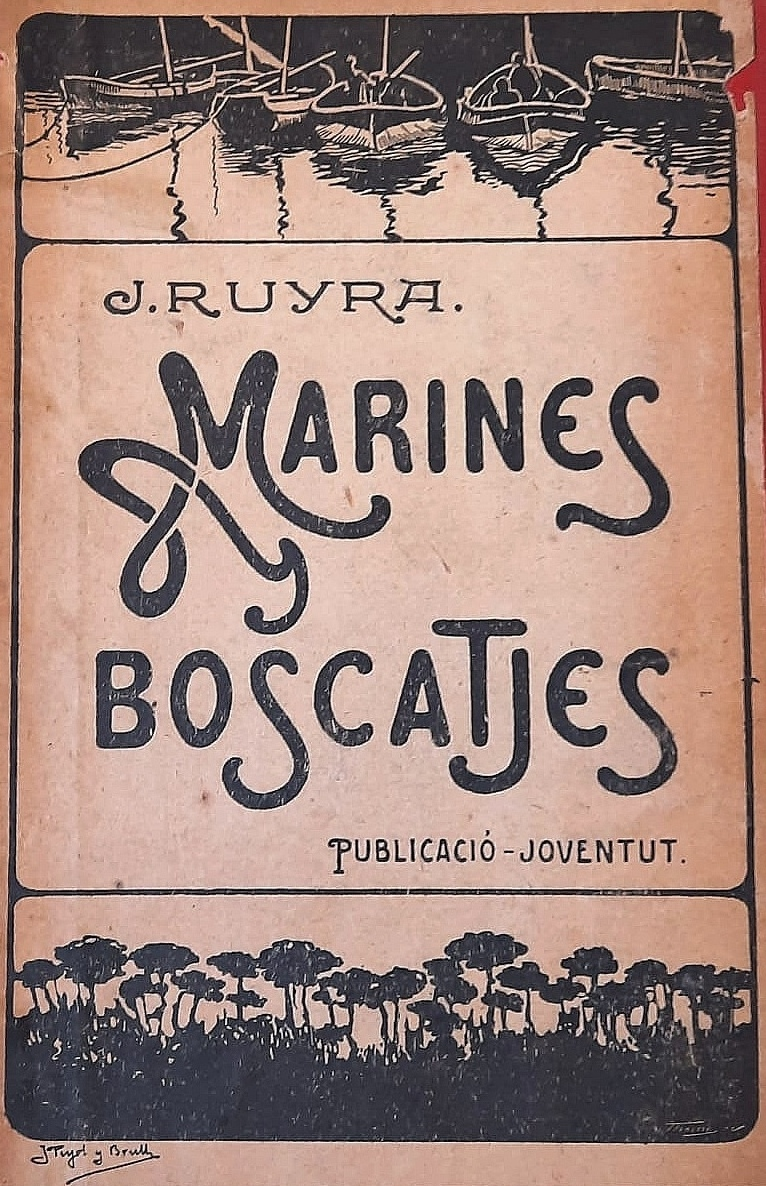
Primera edició de Marines i Boscatges de Joaquim Ruyra, de l'any 1903

### Reculls de narracions
- Marines i boscatges (1903)
- El rem de trenta-quatre (1904)[22]
- La parada (1919), recull reeditat el 2021 amb introducció de Lluïsa Julià. Martorell: Adesiara.
- Pinya de rosa 1920, reedició ampliada de Marines i boscatges que inclou Jacobé, una narració romàntica.
- Les Coses Benignes 1925
- Entre flames 1928
- Sociòlegs d'ultratomba 1929
- La gent del Mas Aulet, novel·la inacabada.

### Poesia
- El país del pler (1906)
- Xàfec d'estiu
- Fulles ventisses (1919)
- La cobla (1931)

### Teatre
- Amor a prova de bomba, 1902
- La Bona Nova, 1928
- En Garet a l'enramada', 1938
- Polles d'aigua, 1969

Les seves Obres completes es publicaren el 1949 i foren reimpreses el 1964.

## Influència

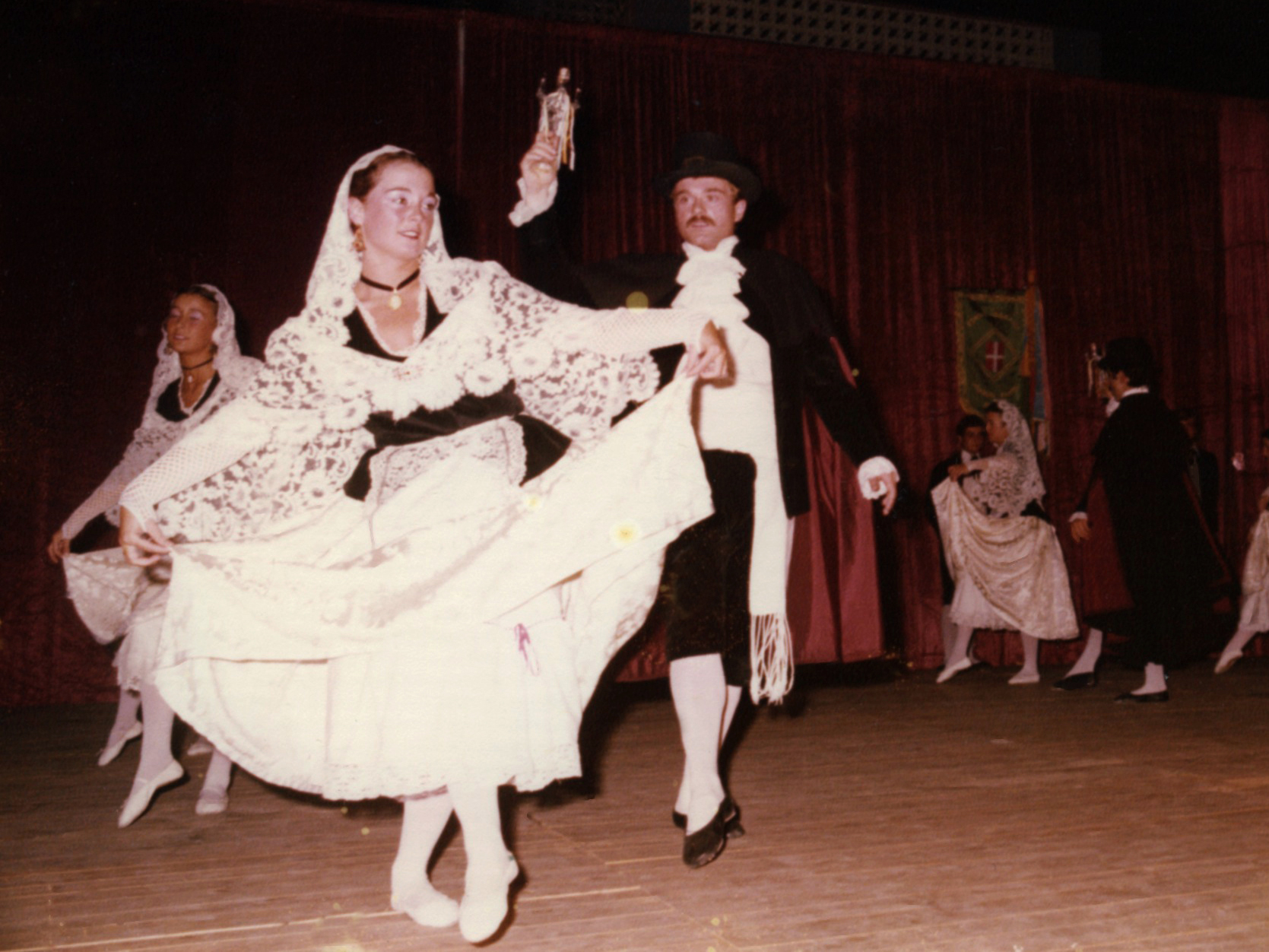
Ball de Sant Vicenç (1981), ballat per l'Esbart Dansaire Joaquim Ruyra de Blanes.

Ruyra va estar a l'avantguarda de la generació modernista catalana que va construir un nou model literari després del 1860, quan la llengua catalana va esdevenir vehicle del nacionalisme cultural. Tot i que no va produir una gran quantitat d'obres, els seus relats van establir un referent estilístic per a la literatura catalana i van configurar un «cànon paisatgístic» i representen un model d'ús del llenguatge que va influir fortament en molts grans escriptors catalans, inclosos Josep Carner, Carles Riba, Josep Pla, Pere Calders i Mercè Rodoreda. Salvador Espriu fins i tot es va declarar el seu deixeble literari i va afirmar que Ruyra era "possiblement el millor escriptor que he conegut fins ara en qualsevol idioma".
La memòria de Ruyra es recorda amb afecte a la seva ciutat natal, Blanes, on l'Ajuntament promou una ruta literària multilingüe que explora diferents llocs que el van inspirar i figuren en els seus relats curts, com les drassanes, la cala de Sa Forcanera o el santuari del Vilar. A més, un passeig marítim i una escola pública local porten el seu nom. El 1958, amb motiu del centenari del naixement de Ruyra, es va erigir un monument d'homenatge al passeig marítim i el 1989 es va col·locar una placa a la casa de la seva família –coneguda com a Can Creus, situada al carrer Major– que diu el següent: "Joaquim Ruyra i Oms, fill devot de Blanes i mestre de la prosa catalana". La casa on va viure a Arenys de Mar també té una placa de ceràmica a la façana.
Hi ha molts carrers amb el seu nom distribuïts per la geografia catalana, com al barri de Gràcia de Barcelona des del 13 d'abril de 1949, i abans se n'havia dit del 13 de març del 1936 al 7 de juliol del 1942. També hi ha els de Badalona, Premià de Mar, Castelldefels, Barberà del Vallès, Salt, Cassà de la Selva o Lloret de Mar.
Des del 1963, la Fundació Enciclopèdia Catalana i l'editorial La Galera atorguen el Premi Joaquim Ruyra de ficció per a joves durant la Nit de Santa Llúcia ("Nit de Santa Llúcia"), un dels esdeveniments culturals més importants relacionats amb la literatura en llengua catalana.